# 超級喜歡 (卓文萱專輯)
《超級喜歡》 是台灣歌手卓文萱個人第四張錄音室專輯，於2008年11月7日正式發行，一共收錄十首歌曲。

## 曲目
CD
| 曲序     | 曲目       |                    | 作曲               | 编曲                      | 製作人   | 备注         | 时长  |
| -------- | ---------- | ------------------ | ------------------ | ------------------------- | -------- | ------------ | ----- |
| 1.       | 愛的城堡   | 廖瑩如             | 張簡君偉           | 小安                      | 阿弟仔   |              | 3:08  |
| 2.       | 一句話     | 易桀齊 葛大為      | 宇珩               | 動靜阿滾（京延）          | 馬毓芬   |              | 4:46  |
| 3.       | 超級喜歡   | JOY 改編詞：卓文萱 | 阿牛               | 黃冠豪                    | 吳蒙惠   |              | 3:03  |
| 4.       | 獨家快樂   | 王雅君             | 范瑋琪             | 奧斯卡（吳奕衡）          | 陳偉     |              | 3:41  |
| 5.       | SAVE ME    | 張震嶽             | 張震嶽             | 張震嶽                    | 吳蒙惠   | feat. 張震嶽 | 3:31  |
| 6.       | 下個幸福   | 姚若龍             | 譚志華             | 動靜阿滾（于京延）        | 陳俊廷   |              | 4:32  |
| 7.       | 自己找答案 | 姚若龍             | 許哲珮             | 動靜阿滾（于京延） 黃文萱 | 陳偉     |              | 4:11  |
| 8.       | 不說       | 卓文萱             | 動靜阿滾（于京延） | 小安                      | 阿弟仔   |              | 4:01  |
| 9.       | 一個人勇敢 | 卓文萱             | 衛斯理             | 動靜阿滾（于京延）        | 陳偉     |              | 3:56  |
| 10.      | 靜電       | 管啟源             | 蔡健雅             | Martin Tang               | 馬毓芬   |              | 3:39  |
| 总时长： | 总时长：   | 总时长：           | 总时长：           | 总时长：                  | 总时长： | 总时长：     | 38:28 |

## 錄影帶
| DVD（收錄於([初]輕熟性感盤)、([漾]可口甜心盤） 1. 〈愛的城堡〉MV，導演：黃中平。 2. 〈一句話〉MV，導演：黃中平。 3. 〈愛的城堡〉舞蹈教學。 4. 「卓腳跳跳」獨門舞技大揭秘。 5. 「卓腳跳跳」私露養成全紀實。 | DVD（收錄於(獨家快樂珍藏盤)） 1. 〈獨家快樂〉MV，導演：黃中平。 2. 卓文萱電視特輯，46分鐘。 | DVD（收錄於(新春感謝回饋盤)） 1. 〈愛的城堡〉MV，導演：黃中平。 2. 〈一句話〉MV，導演：黃中平。 3. 〈獨家快樂〉MV，導演：黃中平。 4. 〈超級喜歡〉MV，導演：陳映之。 5. 2008年韓國濟州島特輯。 6. 2008年「愛的城堡Love Music」演唱會LIVE。 |

## 唱片版本
| 《超級喜歡》([初]輕熟性感盤)、([漾]可口甜心盤)(CD+DVD) 發行日期：2008年11月7日。 發行：滾石唱片。 | 《超級喜歡》(獨家快樂珍藏盤)(CD+DVD) 發行日期：2008年12月5日。 發行：滾石唱片。 加贈2009年卓文萱年曆卡，8款。 | 《超級喜歡》(新春感謝回饋盤)(CD+DVD) 發行日期：2009年1月20日。 發行：滾石唱片。 |